# ヴァインランド (小説)
『ヴァインランド』（原題：Vineland）は、アメリカの作家トマス・ピンチョンの4作目にあたる長編小説。1990年刊。佐藤良明による日本語訳は1998年出版。

## 概要
舞台は合衆国カリフォルニア州、ロナルド・レーガン大統領の再選の1984年から始まる。本書には主人公を初めとする1960年代に青春時代を送った登場人物達が登場する。物語は彼らのフラッシュバックを通して、1960年代の自由な反逆の精神と、それに衝突するリチャード・ニクソン政権下の全体主義的な抑圧と麻薬戦争、1960年代から1980年代の間に起こったアメリカ社会の変化を描く。

## タイトル
ヴァインランド (Vineland) はこの小説の中心となる土地で、カリフォルニア州のアンダーソン・ヴァレーにある架空の小さな町である。ヴァインランドの語源は、ハリウッド (Hollywood) のもじり、北アメリカの最初のヴァイキングの植民地ヴィンランド (Vinland) 、ウラジーミル・ナボコフの小説『アーダ』の登場人物アンドレイ・ヴァインランダー (Andrey Vinelander) 、ニュージャージー州のヴァインランド (Vineland) 、フランク・オハラの詩のフレーズ "Vinland the Good" など、様々な説がある。しかし最もわかりやすい説明は、ヴァインランド郡はカリフォルニアのレッドウッド（セコイア）が生い茂るワインカントリー (Wine Country) の近隣地帯だから、というものである。

## 備考
前作『重力の虹』から17年の歳月を経て出版された本書は当初、そのポップでコミカルな作風から、重厚で長大な作品を期待していたピンチョンのファンと批評家を失望させた。しかしサルマン・ラシュディなどから好意的な書評も得た。